# Lamprolobium
Genre
Lamprolobium est un genre de plantes à fleurs dicotylédones de la famille des Fabaceae, sous-famille des Faboideae, originaire d'Australie, qui comprend deux espèces acceptées.

## Liste d'espèces
Selon The Plant List (1 novembre 2018) :
- Lamprolobium fruticosum Benth.
- Lamprolobium grandiflorum R.J.F.Hend.